# Xavier Perrot
Xavier Perrot (* 1. Februar 1932 in Zürich; † 8. Dezember 2008 ebenda) war ein Schweizer Automobilrennfahrer.

## Karriere
Xavier Perrot betrieb in der Schweiz eine Kfz-Werkstatt und fuhr als Privatier Autorennen. In der Saison 1969 war er beim Grossen Preis von Deutschland am Nürburgring am Start. Aufgrund der Länge der Nordschleife wurde das Feld der Formel-1-Wagen mit Fahrzeugen der Formel 2 aufgefüllt. Perrot, der seinen privaten Brabham BT23C einsetzte, wurde Zehnter in der Gesamtwertung und Fünfter in der Formel-2-Klasse.
1971 fuhr er einen March 701, der seinem Landsmann Jo Siffert gehörte, bei der Jochen-Rindt-Memorial-Trophy in Hockenheim und wandte sich dann von der Rundstrecke ab, um Bergrennen zu fahren. Dabei war er sehr erfolgreich und konnte 1972 auf einem March 722 Formel-2-Rennwagen die Europa-Bergmeisterschaft gewinnen.

## Statistik

### Einzelergebnisse in der Sportwagen-Weltmeisterschaft
| Saison | Team      | Rennwagen                                   | 1   | 2   | 3   | 4   | 5   | 6   | 7   | 8   | 9   | 10  | 11  | 12  | 13  | 14  | 15  | 16  | 17  | 18  | 19  | 20  | 21  | 22  |
| ------ | --------- | ------------------------------------------- | --- | --- | --- | --- | --- | --- | --- | --- | --- | --- | --- | --- | --- | --- | --- | --- | --- | --- | --- | --- | --- | --- |
| 1963   | Tartaruga | Fiat-Abarth 1000 Abarth-Simca 1300 Bialbero | DAY | SEB | SEB | TAR | SPA | MAI | NÜR | CON | ROS | LEM | MON | WIS | TAV | FRE | CCE | RTT | OVI | NÜR | MON | MON | TDF | BRI |
| 1963   | Tartaruga | Fiat-Abarth 1000 Abarth-Simca 1300 Bialbero |     |     |     |     |     |     |     |     |     |     |     | 6   |     |     |     |     | 20  |     |     |     |     |     |
| 1966   | Tartaruga | Lotus 23                                    | DAY | SEB | MON | TAR | SPA | NÜR | LEM | MUG | CCE | HOK | SIM | NÜR | ZEL |     |     |     |     |     |     |     |     |     |
| 1966   | Tartaruga | Lotus 23                                    |     |     |     |     |     |     |     | 9   |     |     |     |     |     |     |     |     |     |     |     |     |     |     |
| 1967   | Tartaruga | Lotus 23                                    | DAY | SEB | MON | SPA | TAR | NÜR | LEM | HOK | MUG | BRH | CCE | ZEL | OVI | NÜR |     |     |     |     |     |     |     |     |
| 1967   | Tartaruga | Lotus 23                                    |     |     |     |     |     |     |     |     |     | DNF |     |     |     |     |     |     |     |     |     |     |     |     |